# Чемпіонат світу з трекових велоперегонів 1951
Чемпіонат світу з трекових велоперегонів 1951 проходив з 24 по 28 серпня 1951 року в Мілані, Італія. Усього на чемпіонаті розіграли 5 комплектів нагород — 3 серед професіоналів та 2 серед аматорів. 

## Медалісти

### Чоловіки
Професіонали
| Дисципліна                         | Золото            | Срібло        | Бронза             |
| Спринт                             | Реґ Гарріс        | Жак Белленже  | Сідні Петтерсон    |
| Індивідуальна гонка переслідування | Антоніо Бевілаква | Хуґо Коблет   | Кей Вернер Нільсен |
| Гонка за лідером                   | Ян Пронк          | Андре Лельяер | Анрі Лемуан        |

Аматори
| Дисципліна                         | Золото        | Срібло         | Бронза           |
| Спринт                             | Енцо Саккі    | Рассел Мокрідж | Маріно Мореттіні |
| Індивідуальна гонка переслідування | Міно Де Россі | Рафаель Ґлорйо | Ґвідо Мессіна    |

## Загальний медальний залік
| Місце  | Країна          | Золото | Срібло | Бронза | Загалом |
| ------ | --------------- | ------ | ------ | ------ | ------- |
| 1      | Італія          | 3      |        | 2      | 5       |
| 2      | Велика Британія | 1      |        |        | 1       |
| 2      | Нідерланди      | 1      |        |        | 1       |
| 4      | Бельгія         |        | 2      |        | 2       |
| 5      | Італія          |        | 1      | 1      | 2       |
| 5      | Австралія       |        | 1      | 1      | 2       |
| 7      | Швейцарія       |        | 1      |        | 1       |
| 8      | Данія           |        |        | 1      | 1       |
| Всього | Всього          | 5      | 5      | 5      | 15      |